# Schinkentüte

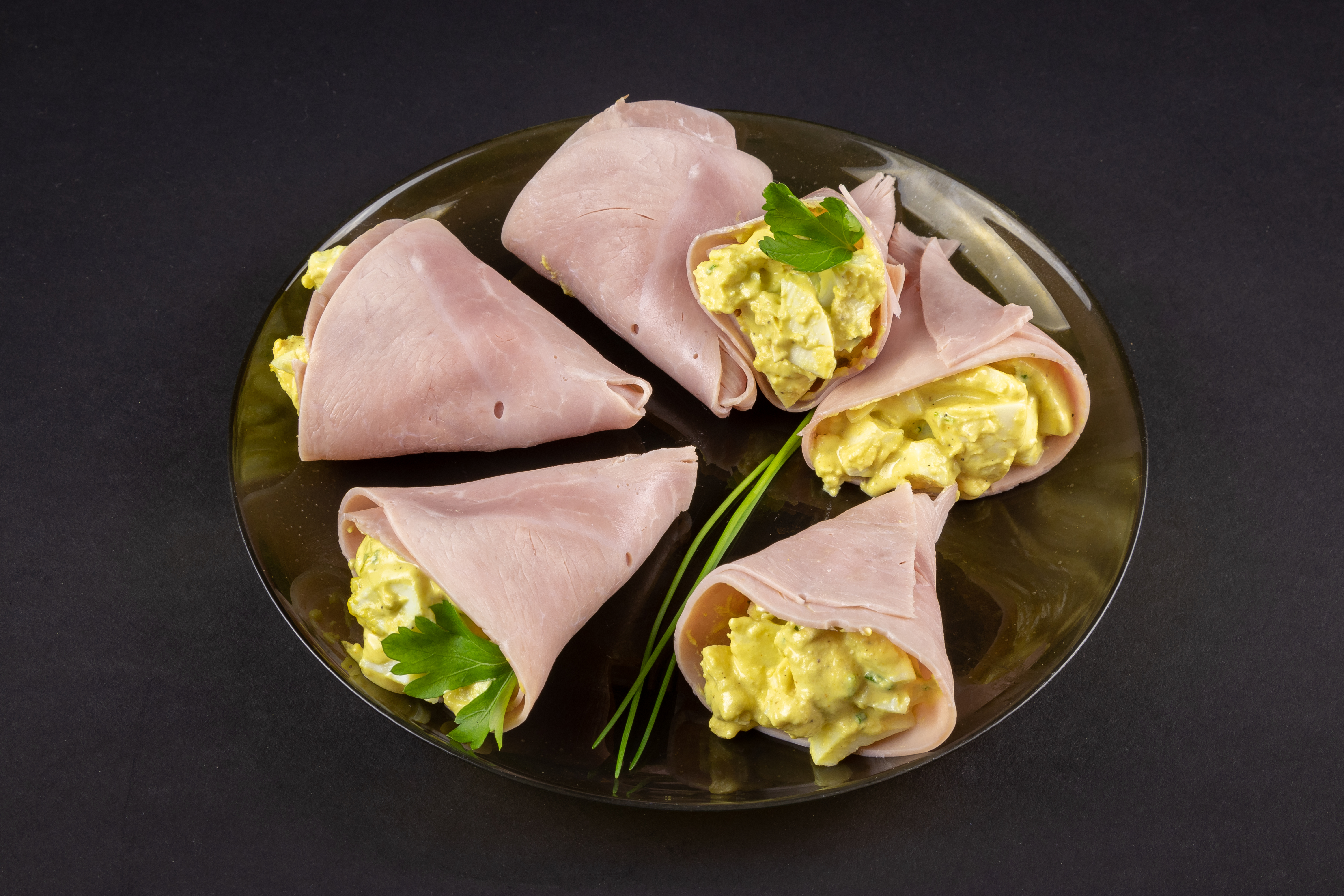
Schinkentüten mit Eiersalat

Schinkentüten sind ein klassischer Bestandteil von kalten Platten bzw. kalten Buffets. Sie bestehen aus tütenförmigen Schinkenscheiben mit Füllung.
Für die traditionelle Zubereitung werden Scheiben von Kochschinken zu spitzen Tüten gedreht und dann mit einer meist pikanten Füllung versehen. Bekannt sind z. B. „Schinkentüten Astor“ mit einer Füllung aus mit Paprika und Meerrettich gewürzter und mit etwas Gelatine gebundener Schlagsahne oder „Schinkentüten Lukullus“ mit einer Füllung aus Gänselebercreme.
Ein vergleichbares Gericht sind Schinkenröllchen.
Insbesondere kamen Schinkentüten als Bestandteil von kalten Platten in den 1950er-Jahren (wieder) in Mode. Ebenso wie Fliegenpilzeier und -tomaten, Käsespieße mit Weintrauben, Mett- und Käseigel oder Schinkenröllchen gehörten sie bis in die 1970er-Jahre zum Standardrepertoire von kalten Buffets, besonders in Privathaushalten.